# Marquesado de Canillejas
El marquesado de Canillejas es un título nobiliario español concedido en 21 de agosto de 1698 por el rey Carlos II a favor de  a Gonzalo Fernández de Córdoba Vera y Ceballos, caballero de la Orden de Santiago.

## Historia de los marqueses de Canillejas
- Gonzalo Fernández de Córdoba Vera y Ceballos (Madrid, marzo de 1663-Barcelona, 10 de febrero de 1711) I marqués de Canillejas, caballero de la Orden de Santiago y miembro del Consejo del rey en la Real Hacienda. Era hijo de Diego Ignacio Fernández de Córdoba Sandoval y Álvarez de Toledo, señor de los Puertos de Sariegos y Sancines, y de Juana Fernández de Córdoba y Ceballos, señora de Canillejas.[2]

Casó en primeras nupcias el 9 de abril de 1684, en León, con María Teresa Antonia Cabeza de Vaca Mogrovejo Quiñones y Guzmán (1670-1692), con la que tuvo dos hijas, María Antonia Fernández de Córdoba y Cabeza de Vaca, III marquesa de Fuentehoyuelo, y Josefa Tomasa que falleció en la infancia. Contrajo un segundo matrimonio con María Antonia de Sandoval y Álvarez de Toledo, con quien tuvo a su hijo y sucesor:
- Diego Ignacio Fernández de Córdoba Sandoval (m. 19 de junio de 1748),[1] II marqués de Canillejas

Casó con Melchora Saturna Mendoza Torres, con quien tuvo a su sucesor:
- Joaquín Fernández de Córdoba. III marqués de Canillejas. Renunció al título y le sucedió su hermano el 25 de julio de 1751:[1]

- José Manuel Fernández de Córdoba Mendoza (1747-7 de marzo de 1810), IV marqués de Canillejas.[1]

Casó con María Cascajares Muñoz-Serrano. Le sucedió su hijo:
- José María Fernández de Córdoba y Cascajares (1786-1833), V marqués de Canillejas,[1] gentilhombre de Cámara de S.M. y su embajador en Portugal.

Casó con Carlota Luisa de Güemes y Muñoz de Loaysa (1792-1834), IV condesa de Revilla Gigedo, grande de España, II condesa de Güemes, señora de las baronías de Benilloba y Ribarroja en el reino de Valencia. Le sucedió su hija el 15 de octubre de 1848:
- María Manuela de la Paciencia Fernández de Córdoba y Güemes (1822-1871), VI marquesa de Canillejas,[1] III Condesa de Güemes, V condesa de Revilla Gigedo, grande de España, Dama de la Reina y de la Banda de María Luisa.

Contrajo matrimonio con Álvaro José María Benito de Armada y Valdés Ibáñez de Mondragón Ramírez de Jove (1817-1889), V marqués de San Esteban de Natahoyo, VI marqués de Santa Cruz de Rivadulla, XI Conde de Canalejas, XVI Adelantado Mayor de la Florida. Los títulos de conde de Revilla Gigedo, marqués de San Esteban de Natahoyo, marqués de Santa Cruz de Rivadulla, conde de Güemes y grande de España pasaron a su hijo Álvaro; el título de marqués de Santa Cruz de Rivadulla a su hijo Iván; el título de marqués de Canillejas su hija Isabel quien le sucedió el 5 de agosto de 1871:
- Isabel Francisca de Armada y Fernández de Córdoba (1848-1909), VII marquesa de Canillejas,[1] grande de España. En 1878 el rey Alfonso II le concedió la grandeza de España.[1]

Casó en primeras nupcias con José María Vereterra y Lombán, marqués de Gastañaga y marqués de Deleitosa, del cual tuvo a María del Rosario, futura marquesa de Canillejas, que sucedió en el título el 17 de diciembre de  1909. Tras el fallecimiento de su primer marido, casó en segundas nupcias con su hermano Manuel Vereterra y Lombán, del cual tuvo entre otras a Amalia Vereterra y de Armada, que rehabilitó el condado de Villarrea en 1930 como VIII condesa.
- María del Rosario Vereterra y Armada (1848-¿?), VIII marquesa de Canillejas,[1] grande de España.

Casó con Ricardo Duque de Estrada y Martínez de Morentín, VIII conde de la Vega del Sella, con el que tuvo seis hijos, el mayor de los cuales, Ricardo José, premurió a su padre, dejando un hijo, Ricardo Duque de Estrada y Tejada a quien cedió el título en 1953: El 10 de julio de 1953 sucedió su nieto:
- Ricardo Duque de Estrada y Tejada (1935-Oviedo, 12 de junio de 2022[5]), IX marqués de Canillejas, IX conde de la Vega del Sella, grande de España.

Casó con María de la Paz Herrero Cuervo. Sucedió su hija:
- Victoria Isabel Duque de Estrada Herrero, X marquesa de Canillejas.[6]